# Люсьєн Мішар
Люсьєн Мішар (фр. Lucien Michard, 17 листопада 1903 — 1 листопада 1985) — французький велогонщик.
Олімпійський чемпіон 1924 року в спринті.
Чемпіон світу з трекових велоперегонів 1927 (спринт), 1928 (спринт), 1929 (спринт), 1930 (спринт) років, срібний призер 1931 (спринт), 1932 (спринт), 1933 (спринт) років.

## Життєпис
Люсьєн Мішар народився 17 листопада 1903 року в паризькому передмісті Епіне-сюр-Сен. Будучи велогонщиком-аматором він швидко прогресував. У 19 років він вже став чемпіоном Франції зі спринту серед аматорів. У 1923 та 1924 роках Мішар здобув титули чемпіона світу зі спринту серед аматорів та завершив свою аматорську кар'єру, ставши олімпійським чемпіоном 1924 року в Парижі.
Перейшовши до професіоналів, Мішар став наступним великим професійним спринтером, перервавши гегемонію Піта Мускопса. З 1927 по 1930 рік Люсьєн Мішар чотирии рази поспіль вигравав титул чемпіона світу зі спринту. На відміну від своїх попередників, чемпіонів світу австралійця Боба Спірса та голландця Піта Мускопса, які були високого зросту, Люсьєн Мішар був невисоким на зріст, але добре збудованим. На чемпіонаті світу 1931 року в Копенгагені він знову першим перетнув фінішну лінію, обігнавши данця Віллі Фалька Гансена, олімпійського чемпіона 1928 року, але жахлива помилка судді, що оголосив господапя змагань переможцем, завадила Мішару стати чемпіоном світу вп'яте поспіль, тому що правила не дозволяли змінювати оголошені результати. Він більше не вигравав чемпіонатів світу, оскільки наступного року почалося домінування бельгійця Джефа Шеренса, якому Мішар програв фінали в 1932 та 1933 роках.
У той час Мішар заробляв дуже добре. Він був на вершині ієрархії та примудрявся виступати близько ста разів на рік. Трековий велоспорт був дуже популярним у той час, і багато французьких міст мали принаймні один відкритий трек: Лор'ян, Шоле, Валансьєн, Роанн, Ніцца, Тарб, Брест, Коньяк, Ам'єн, Реймс, Клермон, Бордо — у всіх цих містах виступав Люсьєн Мішар.
Наприкінці своєї кар'єри, співпрацюючи з Луї Шайо, олімпійським чемпіоном 1932 року в тандемі, він досяг визначних результатів у цьому виді змагань, встановивши кілька світових рекордів.
Приблизно в цей час він також запустив власну марку велосипедів, яка мала комерційний успіх.
Люсьєн Мішар помер 1 листопада 1985 року в Егійоні, не доживши трохи більше двох тижнів до свого 82-го дня народження.